# Brechtstraße 3 (Quedlinburg)

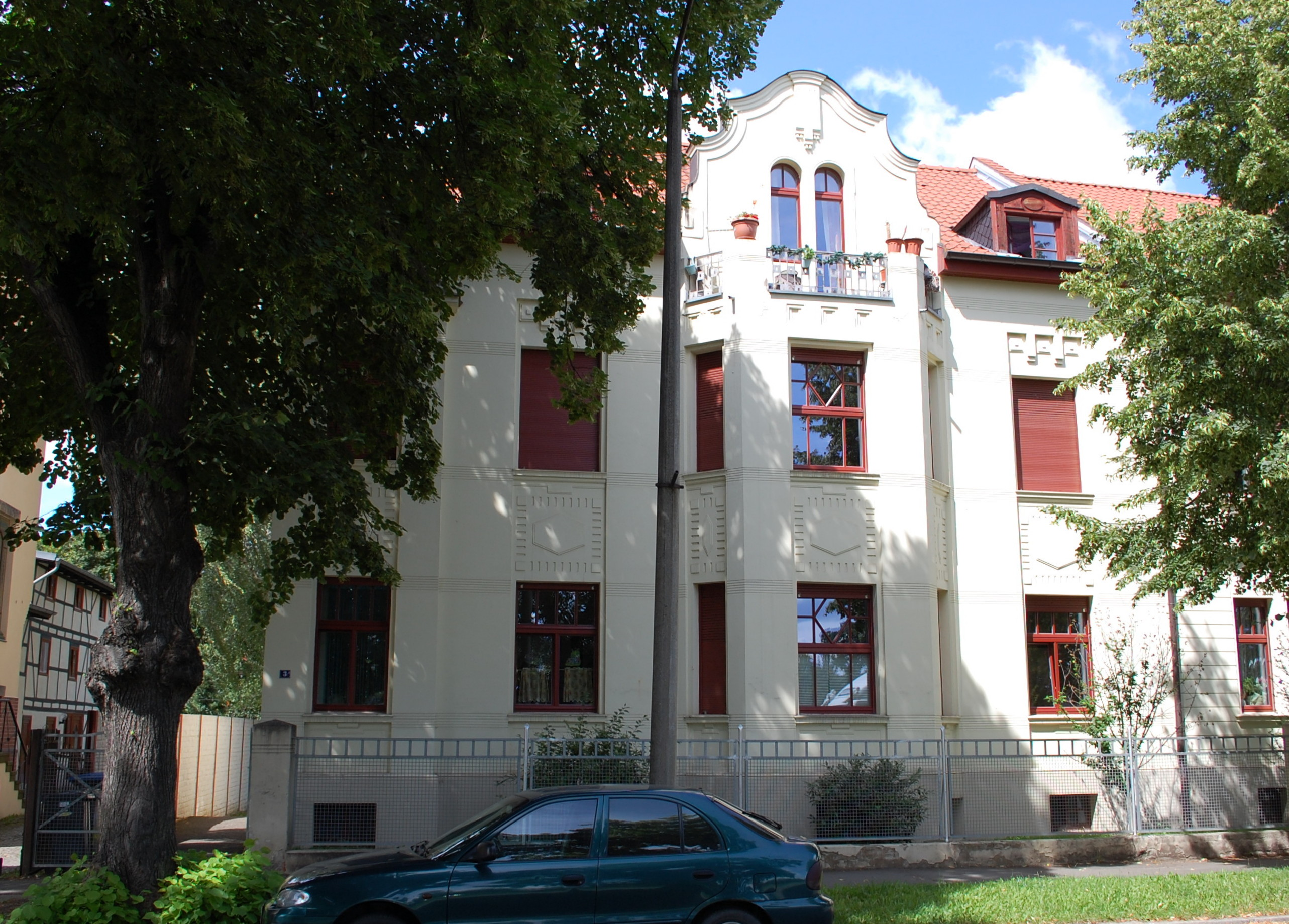
Haus Brechtstraße 3

Das Haus Brechtstraße 3 ist ein denkmalgeschütztes Gebäude in der Stadt Quedlinburg in Sachsen-Anhalt.

## Lage
Das Gebäude befindet sich nördlich der historischen Quedlinburger Innenstadt. Es ist im Quedlinburger Denkmalverzeichnis als Wohnhaus eingetragen. Nordöstlich grenzt das gleichfalls denkmalgeschützte Haus Brechtstraße 4 an. Die Nummern 3 und 4 bilden zueinander Gegenstücke.

## Architektur und Geschichte
Das in einem villenartigen Stil errichtete Wohnhaus wurde im Jahr 1909 in massiver Bauweise gebaut. Straßenseitig befindet sich am Gebäude ein Standerker. Oberhalb des Erkers ist ein Zwerchgiebel aufgesetzt. Die Fassade ist mit unterschiedlichen Putzelementen verziert. Stilistisch weist das Gebäude späte Jugendstilformen auf, die neoklassizistische Anklänge zeigen.